# Canis lupus ligoni
Canis lupus ligoni és una subespècie del llop (Canis lupus).

## Descripció
- És un llop petit, de pelatge curt i de color negre o d'un altre color bastant fosc.
- Pesa entre 13,5 i 22,5 kg.[2]

## Alimentació
S'alimenta principalment de cèrvids, ants, castors, mustèlids i d'altres mamífers petits i aus. N'hi ha llopades que també es nodreixen de salmons.

## Reproducció
Construeix el cau, quatre o cinc setmanes abans del naixement dels cadells, entre les arrels dels arbres, en petites coves o esquerdes entre les roques, cases de camp abandonades o amagatalls ampliats d'altres mamífers. Els llobatons neixen durant les darreres dues setmanes del mes d'abril.

## Distribució geogràfica
Es troba a Nord-amèrica: els territoris costaners del sud-est d'Alaska, incloent-hi algunes illes de l'Arxipèlag Alexander.

## Estat de conservació
N'hi ha 750–1.100 exemplars a l'Arxipèlag Alexander.